# والری وال
والری وال (انگلیسی: Valérie Valère؛ ۱ نوامبر ۱۹۶۱ – ۱۷ دسامبر ۱۹۸۱) نویسنده اهل فرانسه بود.